# Naná Vasconcelos
Naná Vasconcelos, właśc. Juvenal de Holanda Vasconcelos (ur. 2 sierpnia 1944 w Recife, zm. 9 marca 2016 tamże) – brazylijski perkusista i wokalista jazzowy, który grał także na berimbau.

## Życiorys
Od 1967 roku jako perkusista grał w różnych projektach. Przez większość lat 70. Vasconcelos mieszkał w Europie, gdzie koncertował z argentyńskim saksofonistą Gato Barbierim. Wówczas w Paryżu przez kilka lat pracował w szpitalu psychiatrycznym z dziećmi z zaburzeniami, gdzie używał muzyki jako formy terapii kreatywnej. Współpracował on m.in. z Jonem Hassellem, z którym w latach 1976–1980 nagrał albumy Vernal Equinox, Earthquake Island i Fourth World, Vol. 1: Possible Musics (z Brianem Eno). Później Vasconcelos brał udział w kilku pracach zespołu Pat Metheny Group, a także koncertował od wczesnych lat 80. do początku 90. z norweskim saksofonistą Janem Garbarkiem. W 1984 roku wraz z Paulem Motianem nagrał album Singing Drums zespołu Pierre Favre Ensemble. Vasconcelos razem z Ralphem Townerem i Arildem Andersenem wzięli udział w nagraniu albumu If You Look Far Enough.
Pod koniec lat 70., wraz z Collinem Walcottem i Donem Cherrym, stworzył zespół Codona. Wspólnie wydali trzy albumy w 1978, 1980 i 1982.
W 1981 roku wystąpił na Woodstock Jazz Festival w amerykańskiej miejscowości Woodstock (stan Nowy Jork), który odbył się z okazji 10. rocznicy Creative Music Studio. W 1998 roku wydany został charytatywny album kompilacyjny Onda Sonora: Red Hot + Lisbon, na którym znalazł się utwór nagrany przez Vasconcelosa „Luz de Candeeiro”; składanka została wyprodukowana na rzecz walki z AIDS przez Red Hot Organization.
W głosowaniach krytyków (Critics Poll) amerykańskiego czasopisma „Down Beat” w latach 1983–1991 Vasconcelos wyróżniany był tytułem Best Percussionist of the Year (tłum. najlepszy perkusista roku). W 2011 roku Vasconcelos wygrał w kategorii Best Native Brazilian Roots Album z płytą Sinfonia & Batuques zdobywając nagrodę Grammy.
W połowie 2015 roku u Vasconcelosa zdiagnozowano raka płuc. Muzyk zmarł w marcu 2016 roku z powodu powikłań związanych z nowotworem. Został pochowany w mieście Santo Amaro. Po jego śmierci rząd stanu Pernambuco ogłosił trzydniową żałobę.

## Dyskografia

### Jako lider
Nazwiska podane w nawiasie oznaczają muzyków, z którymi Vasconcelos współpracował podczas nagrań.
- 1973: Africadeus
- 1973: Amazonas

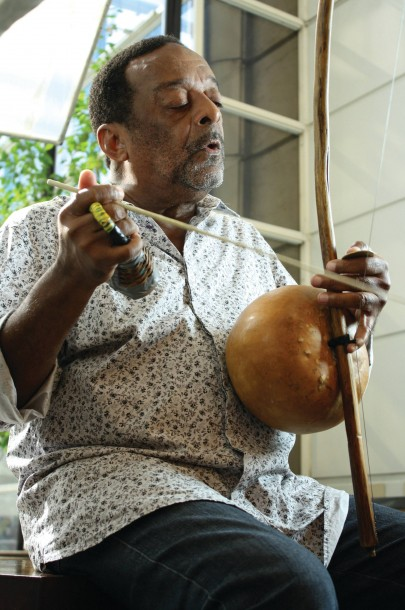
Vasconcelos (2012)

- 1978: Kundalini, (Perry Robinson, Badal Roy)
- 1979: Saudades
- 1983: Zumbi
- 1985: Nanatronics
- 1986: Bush Dance (Arto Lindsay)
- 1988: Asian Journal (Steve Gorn, Mike Richmond, Badal Roy)
- 1989: Rain Dance (Don Cherry, Cyro Baptista, Peter Scherer)
- 1990: Lester
- 1993: If You Look Far Enough, (Arild Andersen, Ralph Towner)
- 1994: Contando Estórias
- 1995: Storytelling
- 1995: Contando Estorias
- 1995: Inclassificable (Andy Sheppard, Steve Lodder)
- 1997: Fragments: Modern Tradition
- 1999: Contaminação
- 1999: Saravah compilation
- 2001: Fragmentos (Domínio Público)
- 2002: Minha Lôa
- 2004: Isso vai dar repercussão (Itamar Assumpção)
- 2005: Vasconcelos, Salis, Consolmagno (Antonello Salis, Peppe Consolmagno)
- 2005: Chegada
- 2006: Trilhas
- 2011: Sinfonia & Batuques

### Jako współtwórca
| Gato Barbieri - 1971: Fenix (Flying Dutchman) - 1971: El Pampero (Flying Dutchman) Walter Bishop, Jr. - 1977: Illumination Safy Boutella - 1992: Mejnoun Codona - 1979: Codona (ECM) - 1981: Codona 2 (ECM) - 1983: Codona 3 (ECM) Don Cherry - 1972: Organic Music Society (Caprice) - 1990: Multikuti (A&M) Pierre Favre - 1984: Singing Drums (ECM) Jan Garbarek - 1980: Eventyr (ECM) - 1990: I Took Up the Runes (ECM) - 1988: Legend of the Seven Dreams (ECM) Egberto Gismonti - 1977: Dança das Cabeças (ECM) - 1978: Sol Do Meio Dia (ECM) - 1984: Duas Vozes (ECM) Danny Gottlieb - 1989: Whirlwind (Atlantic) Pat Metheny - 1981: As Falls Wichita, So Falls Wichita Falls (ECM) - 1982: Offramp (ECM) - 1983: Travels (ECM) Jim Pepper - 1983: Comin’ and Goin’ (Europa) Woody Shaw - 1979: For Sure! (Columbia) | Gary Thomas - 1989: By Any Means Necessary (JMT) Talking Heads - 1985: Little Creatures Jon Hassell - 1981: Fourth World, Vol. 1: Possible Musics - 1977: Vernal Equinox - 1979: Earthquake Island - 1995: Sulla Strada Soundtrack Ginger Baker - 2007: Dust to Dust - 1986: Horses & Trees Paul Simon - 1990: The Rhythm of the Saints B.B. King - 1980: Now Appearing at Ole Miss Mauricio Maestro - Upside Down Arto Lindsay - 1998: Noon Chill - 1996: Subtle Body Milton Nascimento - 2005: Maria Maria / Último Trem - 1999: Melhor de Milton Nascimento - 1994: Angelus - 1989: Miltons - 1979: Journey to Dawn - 1976: Geraes - 1973: Milagre dos Peixes Os Mutantes - 1970: A Divina Comédia ou Ando Meio Desligado Herb Alpert - 1974: You Smile – The Song Begins | Ron Carter - 1980: Patrao Chaka Khan - 1980: Naughty Collin Walcott - 1980: Works Sérgio Mendes - 1986: Brasil ’88 Jack DeJohnette - 1987: Invisible Forces Ambitious Lovers - 1988: Greed - 1991: Lust Laurie Anderson - 1989: Strange Angels Caetano Veloso - 1989: Estrangeiro - 1991: Circuladô Debbie Harry - 1989: Def, Dumb & Blonde Carly Simon - 1990: Have You Seen Me Lately? Ryūichi Sakamoto - 1990: Beauty Trilok Gurtu - 1991: Living Magic Wiener Sängerknaben - 1991: Around the World: Where Jazz Meets World Music David Sanborn - 1992: Upfront John Zorn - 1992: Filmworks 1986–1990 Penguin Cafe Orchestra - 1993: Union Café |